# Байла
Байла́ (рос. Байла) — присілок у складі Тісульського округу Кемеровської області, Росія.

## Населення
Населення — 94 особи (2010; 140 у 2002).
Національний склад (станом на 2002 рік):
- росіяни — 99 %